# Збереження стану сеансу на стороні сервера (шаблон проєктування)
Збереження стану сеансу на стороні сервера (англ. Server Session State) — шаблон проєктування, який пропонує зберігати стан сеансу на стороні сервера.

## Опис
При реалізації клієнт-серверної архітектури необхідно реалізувати передачу даних між обома сторонами. При цьому варто зберігати інформацію про сеанс.
Даний шаблон пропонує зберігати стан сеансу на стороні сервера. Таким чином, об'єкти сеансу зберігаються в колекції, в оперативній пам'яті серверу, та індексуються за допомогою ідентифікатора сеансу, який передає клієнт.

## Переваги та недоліки

### Переваги
- Можна миттєво відновити сеанс
- Розмір куки менший
- Висока надійність. Інформація про користувача прихована на сервері
- Можна збільшувати розмір сесії не змінюючи розмір куки

### Недоліки
- Викликає навантаження на сервер, оскільки йому доводиться зберігати стан усіх клієнтів
- Якщо сервер виходить із ладу, сесії усіх клієнтів втрачаються
- Важко обмінювати стан сесії при наявності реплікацій вебсервера

## Реалізація
Нехай користувач вводить свою електронну пошту та пароль. Тоді такі дані можна зберігати на сервері за допомогою сесій.
```
session_start
();

$_SESSION
[
"user"
]
 
=
 
GetFromPost
();

print_r
(
$_SESSION
);

function
 
GetFromPost
()
 

{

        
$user
 
=
 
new
 
User
();

        
$user
->
email
    
=
 
$_POST
[
'user_email'
];

        
$user
->
password
 
=
 
$_POST
[
'user_password'
];

        
return
 
$user
;

}

```